# Media (schip, 1947)
De RMS Media (1946-1961) of SS Flavia (1961-1982) of Flavian (1983-1986) of Lavia (1986-1989) was een passagiersschip.

## Geschiedenis
De Media was het eerste schip dat na de Tweede Wereldoorlog werd gebouwd voor de trans-Atlantische route. Het stond gepland als een vrachtschip maar werd uiteindelijk voorzien van 250 eerste klasse hutten. Opdrachtgever was de Cunard Line. Na de achteruitgang van de markt door concurrentie van het luchtverkeer werd het schip in 1961 verkocht aan Cogedar Line. Deze herdoopten het tot Flavia en verbouwden het schip zo dat er ruimte was voor 1320 passagiers op cruisetochten en voor migratie naar Australië. In 1968 werd Cogedar overgenomen door Costa Line en werd het schip tussen Miami en de Caraïben ingezet.
De Virtue Shipping Company nam het schip in 1982 over, herdoopte het tot Flavian en verbouwde het als casinocruiseschip. In 1986 volgde de herdoping tot Lavia en een nieuwe modernisering. Op 7 januari 1989 brak tijdens de verbouwingswerken brand uit toen het in de haven van Hongkong lag. Bij het blussen kapseisde het schip door het bluswater. De 35 aanwezige arbeiders en negen bemanningsleden konden het veilig verlaten. Het schip werd uiteindelijk naar Taiwan gesleept om daar gesloopt te worden.

## Diensten
- als RMS Media op de lijn Liverpool - New York van 1947 tot 1961
- als SS Flavia voor cruisetochten van 1961 tot 1968
- als SS Flavia op de lijn Miami - Caraiben van 1968 tot 1982
- als Flavian voor Casinocruisetochten van 1982 tot 1986
- als Lavia tot 1989